# Careproctus kidoi
Careproctus kidoi är en fiskart som beskrevs av Knudsen och Møller 2008. Careproctus kidoi ingår i släktet Careproctus och familjen Liparidae. Inga underarter finns listade.